# Objaw Bella
Objaw Bella – opisany przez Charlesa Bella objaw charakterystyczny dla samoistnego porażenia nerwu twarzowego (porażenia Bella), polegający na tym, że na skutek niedowładu mięśnia okrężnego oka nie jest możliwe całkowite zamknięcie szpary powiekowej, przez co można zaobserwować niewidzialny w normalnych warunkach, fizjologiczny współruch uniesienia gałki ocznej ku górze i nieco na zewnątrz.